# Нефритовая ведьма
«Нефритовая ведьма» (кит. 玉羅剎, англ. The Jade Raksha) — гонконгский фильм режиссёра Хэ Мэнхуа с Чжэн Пэйпэй в главной роли. Входит в десятку самых кассовых фильмов на языке путунхуа 1968 года.

## Сюжет
Резня невинных людей с фамилией Янь, якобы совершённая Нефритовой Ведьмой, на слуху у каждого в таверне. Странствующий мечник Сюй Инхао начинает подозревать в этом Лэн Цюхань, которая устраивает расправу над теми, кто насмехается над Нефритовой Ведьмой; он следует за ней. Во время разборки между ними двумя, Цюхань признаётся, что она и есть Нефритовая ведьма и что у неё есть причина ненавидеть клан Янь. Однако Инхао, желая вернуть долг, стал работать на Янь Тяньлуна, который однажды позаботился о матери Инхао. Ши Юншань и его дочь Иньфэн преследуют члены клана Янь. Отца и дочь похищают, чтобы заманить Ведьму, но Инхао спасает их и отводит их к себе домой. Ранее Инхао спас Цюхань от ловушек в резиденции Янь. Развязывается битва, в результате которой Янь Тяньлун погибает. На этом месть Ведьмы заканчивается.

## В ролях
| Актёр        | Роль        |
| ------------ | ----------- |
| Чжэн Пэйпэй  | Лэн Цюхань  |
| Тан Цзин     | Сюй Инхао   |
| Ян Чжицин    | Янь Тяньлун |
| Ку Фэн       | Ши Юншань   |
| Хуан Цинъюнь | Иньфэн      |
| Фань Мэйшэн  | Янь Сяолун  |

## Съёмочная группа
- Компания: Shaw Brothers
- Продюсер: Шао Жэньмэй
- Режиссёр: Хэ Мэнхуа[англ.]
- Ассистенты режиссёра: Ип Сам
- Монтажёр: Цзян Синлун
- Гримёр: Фан Юань
- Художник: Чань Кинсам
- Оператор: Лам Куокчхён
- Композитор: Ван Фулин[кит.]
- Дизайнер по костюмам: Камбер Хуан